# Guy L. Rathbun
Guy L. Rathbun (? – Spokane, Washington, 1954. január 22.) amerikai amerikaifutball-, atlétika-, baseball-, birkózó-, kosárlabda- és úszóedző, valamint atlétikai igazgató. Pályafutását a YMCA testnevelési igazgatójaként kezdte.

## Edzőként
A Wisconsin állambeli Marinette-ben nőtt fel. 1907-ben a panamai YMCA-hez közvetítették volna ki, de ő inkább Wisconsinban maradt, és a helyi YMCA sportigazgatója lett. 1908-ban a Beloit Academy amerikaifutball- és a Beloiti Főiskola atlétikaigazgatója lett, 1909-ben pedig Nebraskába költözött. 1917-ben a beatrice-i középiskola edzője volt, majd az Indiana Hoosiers helyettese lett.
1918 tavaszától 1920-ig a Hoosiers baseballedző-helyettese volt, majd az Oregon Agricultural Aggies (ma Oregon State Beavers) amerikaifutball-, baseball-, birkózó- és úszóedzője lett. 1923-tól a Willamette Bearcats testnevelési igazgatói, 1923 és 1925 között pedig amerikaifutball-edzői pozícióját töltötte be. 1926-ban lemondott; egy év múlva a sheridani középiskola atlétikai igazgatója lett.
1929 és 1931 között montanai intézmények munkatársa volt, majd 1934-ben a Spokane Valley Junior College atlétikai igazgatója, illetve amerikaifutball-, és kosárlabdaedzője lett. 1937-ben lemondott.

## Halála
Később a House of Davis és Harlem Globetrotters csapatainak mérkőzéseit szervezte. 1954. január 22-én hunyt el otthonában.

## Eredményei amerikaifutball-vezetőedzőként
| Év                                         | Eredmény                                   | Eredmény                                   | Helyezés                                   |
| Év                                         | Összesített                                | Konferencia                                | Helyezés                                   |
| Willamette Bearcats (Northwest Conference) | Willamette Bearcats (Northwest Conference) | Willamette Bearcats (Northwest Conference) | Willamette Bearcats (Northwest Conference) |
| ------------------------------------------ | ------------------------------------------ | ------------------------------------------ | ------------------------------------------ |
| 1923                                       | 2–5–1                                      | 0–3                                        | 9.                                         |
| 1924                                       | 1–5–1                                      | 0–3–1                                      | 10.                                        |
| 1925                                       | 2–7                                        | 0–4                                        | 10.                                        |
| Összesen:                                  | 5–17–2                                     | 0–10–1                                     | –                                          |

## Fordítás
- Ez a szócikk részben vagy egészben  a   Guy L. Rathbun című angol Wikipédia-szócikk ezen változatának fordításán alapul.  Az eredeti cikk szerkesztőit annak laptörténete sorolja fel. Ez a jelzés csupán a megfogalmazás eredetét és a szerzői jogokat jelzi, nem szolgál a cikkben szereplő információk forrásmegjelöléseként.